# Danh sách sân bay tại Algérie
Danh sách các sân bay Algérie, xếp theo địa điểm.
| Địa điểm         | ICAO | IATA | Tên sân bay                                | AIP/CHART                                                      |
|                  |      |      |                                            |                                                                |
| Adrar            | DAUA | AZR  | Sân bay Touat-Cheikh Sidi Mohamed Belkebir | AIP CHART                                                      |
| Algiers          | DAAG | ALG  | Sân bay Houari Boumedienne                 | AIP CHART                                                      |
| Annaba           | DABB | AAE  | Sân bay Rabah Bitat                        | AIP CHART                                                      |
| Constantine      | DABC | CZL  | Sân bay quốc tế Mohamed Boudiaf            | AIP CHART                                                      |
| Ghardaïa         | DAUG | GHA  | Sân bay Noumérat-Moufdi Zakaria            | AIP CHART                                                      |
| Hassi Messaoud   | DAUH | HME  | Sân bay Oued Irara-Krim Belkacem           | AIP CHART Lưu trữ ngày 26 tháng 9 năm 2007 tại Wayback Machine |
| Oran             | DAOO | ORN  | Sân bay Es Sénia                           | AIP CHART                                                      |
| Tamanrasset      | DAAT | TMR  | Sân bay Aguenar                            | AIP CHART                                                      |
| Tébessa          | DABS | TEE  | Sân bay Cheikh Larbi Tébessi               | AIP CHART Lưu trữ ngày 26 tháng 9 năm 2007 tại Wayback Machine |
| Tlemcen          | DAON | TLM  | Sân bay Zenata-Messali El Hadj             | AIP CHART Lưu trữ ngày 9 tháng 10 năm 2007 tại Wayback Machine |
| Zarzaitine       | DAUZ | IAM  | Sân bay In Amenas                          | AIP CHART                                                      |
| Quốc gia         |      |      |                                            |                                                                |
| Batna            | DABT | BLJ  | Sân bay Mostépha Ben Boulaid               | AIP CHART                                                      |
| Bejaia           | DAAE | BJA  | Sân bay Soummam-Abane Ramdane              | AIP CHART                                                      |
| Bordj Mokhtar    | DATM | BMW  | Sân bay Bordj Mokhtar                      | AIP CHART Lưu trữ ngày 26 tháng 9 năm 2007 tại Wayback Machine |
| Bou Saada        | DAAD | BUJ  | Sân bay Bou Saada                          | AIP CHART Lưu trữ ngày 26 tháng 9 năm 2007 tại Wayback Machine |
| Djanet           | DAAJ | DJG  | Sân bay Tiska                              | AIP CHART                                                      |
| Ech-Cheliff      | DAOI | QAS  | Sân bay Ech-Cheliff                        |                                                                |
| El Golea         | DAUE | ELG  | Sân bay El Golea                           | AIP CHART Lưu trữ ngày 26 tháng 9 năm 2007 tại Wayback Machine |
| El Oued          | DAUO | ELU  | Sân bay Guemar                             | AIP CHART Lưu trữ ngày 26 tháng 9 năm 2007 tại Wayback Machine |
| Ghriss / Mascara | DAOV | MUW  | Sân bay Ghriss                             | AIP CHART                                                      |
| Illizi           | DAAP | VVZ  | Sân bay Takhamalt                          | AIP CHART Lưu trữ ngày 26 tháng 9 năm 2007 tại Wayback Machine |
| In Guezzam       | DATG | INF  | Sân bay In Guezzam                         | AIP CHART Lưu trữ ngày 26 tháng 9 năm 2007 tại Wayback Machine |
| In Salah         | DAUI | INZ  | Sân bay In Salah                           | AIP CHART                                                      |
| Jijel            | DAAV | GJL  | Sân bay Jijel Ferhat Abbas                 | AIP CHART Lưu trữ ngày 26 tháng 9 năm 2007 tại Wayback Machine |
| Tiaret           | DAOB | TID  | Sân bay Abdelhafid Boussouf Bou Chekif     | AIP CHART Lưu trữ ngày 26 tháng 9 năm 2007 tại Wayback Machine |
| Timimoun         | DAUT | TMX  | Timimoun Airport                           | AIP CHART Lưu trữ ngày 9 tháng 10 năm 2007 tại Wayback Machine |
| Touggourt        | DAUK | TGR  | Sân bay Touggourt Sidi Madhi               | AIP CHART                                                      |
| OTHER            |      |      |                                            |                                                                |
| Biskra           | DAUB | BSK  | Sân bay Biskra                             |                                                                |
| Blida            | DAAB | QLD  | Blida Airport                              |                                                                |
| Boufarik         | DAAK | QFD  | Boufarik Airport                           |                                                                |
| Béchar           | DAOR | CBH  | Béchar Ouakda Airport                      |                                                                |
| Djelfa           | DAFI | QDJ  | Tsletsi Airport                            |                                                                |
| Gara Djebilet    |      | GBB  | Gara Djebilet Airport                      |                                                                |
| Hassi R'Mel      | DAFH | HMR  | Sân bay Hassi R'Mel                        |                                                                |
| Laghouat         | DAUL | LOO  | Sân bay L'Mekrareg                         |                                                                |
| Oran             | DAOL | TAF  | Sân bay Tafaraoui                          |                                                                |
| Ouargla          | DAUU | OGX  | Sân bay Ain el Beida                       |                                                                |
| Relizane         | DAAZ | QZN  | Sân bay Relizane                           |                                                                |
| Setif            | DAAS | QSF  | Sân bay Ain Arnat                          |                                                                |
| Skikda           | DABP | SKI  | Sân bay Skikda                             |                                                                |
| Tindouf          | DAOF | TIN  | Sân bay Tindouf                            |                                                                |